# 돌물떼새

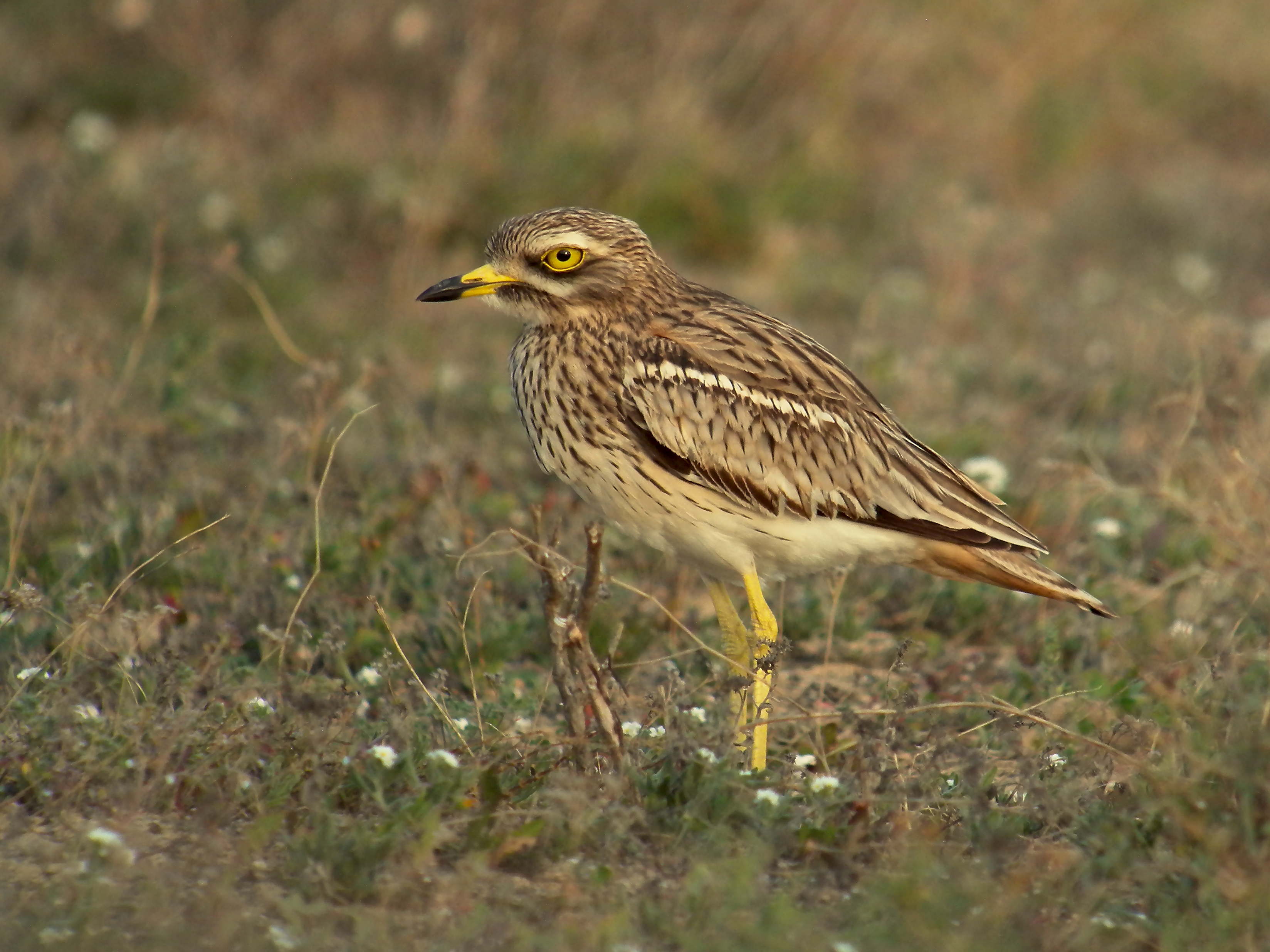

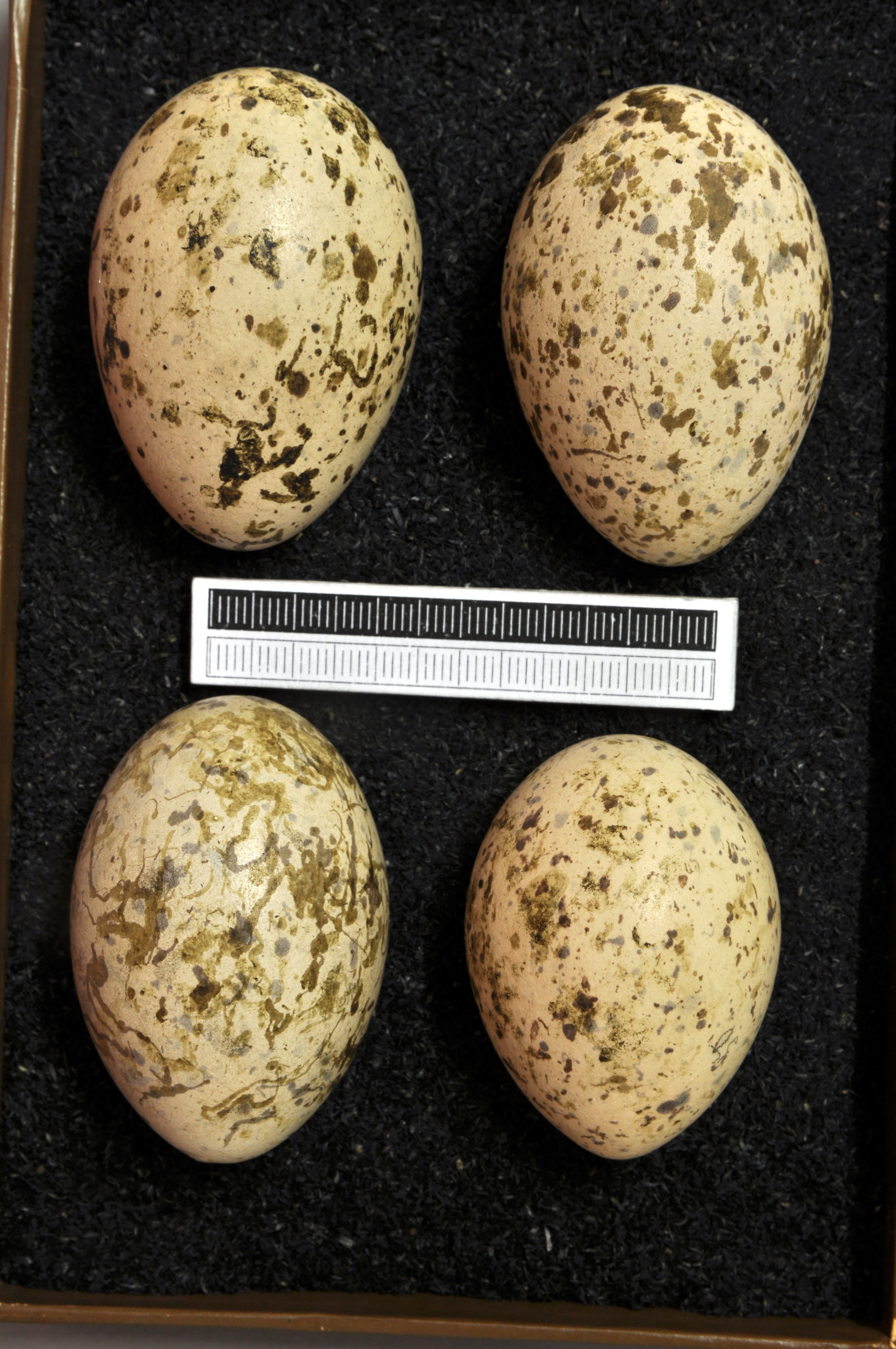
알

돌물떼새(Eurasian stone-curlew, Eurasian thick-knee, stone-curlew, 학명: Burhinus oedicnemus)는 돌물떼새과의 북부종이다.
크기가 상당히 큰 물떼새이지만 돌물떼새과의 기준에서 보았을 때에는 중간 크기의 새이다. 길이는 37~46센티미터, 날개 길이는 76~88센티미터, 몸무게는 290~535그램에 이른다. 부리는 매우 노랗고 검으며 눈은 크고 노랗다. 비행을 할 때 흑백 날개 무늬가 보인다.
돌물떼새는 유럽, 북아프리카, 구북구에 걸쳐 서식한다. 여름에는 더 온난한 유럽과 아시아 지역으로 이주해있다가 아프리카에서 겨울을 난다. 물떼새로 분류됨에도 불구하고 이 종은 나지가 있는 건조하고 개방된 서식지를 선호한다.
3세가 되면 먼저 새끼를 튼다. 알은 개방된 땅 위에 2일 주기로 낳는다. 알의 색은 창백한 담황색이며 점이 많다. 평균 크기는 54 mm × 38 mm이다. 24~26일 후에 부화한다.

## 아종
5개의 아종이 식별된다.
- B. o. oedicnemus (Linnaeus, 1758) – west, south Europe to the Balkans, Ukraine and Caucasus
- B. o. distinctus (Bannerman, 1914) – west Canary Islands[4]
- B. o. insularum (Sassi, 1908) – east Canary Islands
- B. o. saharae (Reichenow, 1894) – north Africa and the Mediterranean islands to Iraq and Iran
- B. o. harterti Vaurie, 1963 – west Kazakhstan to Pakistan and northwest India

인도돌물떼새(Indian stone-curlew, 학명: Burhinus indicus)는 한때 돌물떼새의 아종으로 간주되었다.